# Trä (álbum)
Trä es el tercer álbum de la banda sueca Hedningarna. Fue lanzado en 1994 por el sello Silence Records, mientras que en Estados Unidos fue lanzado por NorthSide y en Países Bajos por Music & Words.

## Lista de canciones
| N.º | Título           | Duración |  |
| 1.  | «Täss'on Nainen» | 4:25     |  |
| 2.  | «Min skog»       | 4:06     |  |
| 3.  | «Vargtimmen»     | 4:20     |  |
| 4.  | «Gorrlaus»       | 5:08     |  |
| 5.  | «Skrautvål»      | 3:02     |  |
| 6.  | «Pornopolka»     | 2:35     |  |
| 7.  | «Räven»          | 4:53     |  |
| 8.  | «Såglåten»       | 3:27     |  |
| 9.  | «Tuuli»          | 5:36     |  |
| 10. | «Täppmarschen»   | 3:31     |  |
| 11. | «Tina Vieri»     | 6:20     |  |

## Formación
- Sanna Kurki-Suonio - batería, bombo, voz, voz de apoyo
- Tellu Paulasto - voz arpa, violín
- Wimme Saari - yoik
- Anders Norudde - violín, gaita, arpa, flauta, voz
- Hållbus Totte Mattsson - cuerno, laúd
- Björn Tollin - percusión, voz